# فيك تايلور
فيك تايلور (بالإنجليزية: Vic Taylor)‏ هو لاعب كرة قدم أسترالية أسترالي، ولد في 23 أكتوبر 1922، وتوفي في 4 فبراير 2015.

## وصلات خارجية
- فيك تايلور على موقع AustralianFootball.com (الإنجليزية)
- فيك تايلور على موقع AFLtables.com (الإنجليزية)